# Hôtel de la Caisse d'épargne de Montbrison
L'hôtel de la Caisse d'épargne est un bâtiment du début du XXe siècle situé à Montbrison, en France. Il est recensé à l'Inventaire général du patrimoine culturel.

## Situation et accès
L'édifice est situé au no 10 de la rue Marguerite-Fournier, à l'angle du quai de l'Hôpital, au sud du centre-ville de Montbrison. Plus largement, il se trouve dans le département de la Loire, en région Auvergne-Rhône-Alpes.

## Histoire
Les locaux de l'hôtel de ville devenant exigus, le conseil d'administration de la Caisse d'épargne de Montbrison vote, en 1896, la construction d'un hôtel pour accueillir ses services et conclut, en 1901, l'achat de l'auberge Oudet, à l'angle du quai du Vizézy et de la rue de l'Hôpital. Le nouveau bâtiment est ainsi construit de 1904 à 1906, avec le gros œuvre achevé en 1905. La cérémonie d'inauguration a lieu en 1907.

## Structure
L'intérieur comprend notamment un escalier d'honneur et une balustrade en fer forgé.

## Statut patrimonial et juridique
Le bâtiment fait l'objet d'un recensement dans l'Inventaire général du patrimoine culturel, en tant que propriété d'une société privée. L'enquête ou le dernier récolement est effectué en 2006.